# Roine Stolt
Roine Stolt, född 5 september 1956 i Uppsala, är en svensk gitarrist, låtskrivare och sångare. Han är frontfigur i de svenska progrockbanden The Flower Kings och Kaipa Da Capo.
Stolts karriär började 1974 när han som sjuttonåring blev medlem i det svenska symfonirockbandet Kaipa. Han medverkade som gitarrist och låtskrivare på tre album innan han i maj 1979 lämnade gruppen för att istället satsa på en solokarriär. Det var dock först 1994 som han med sitt soloprojekt The Flower King nådde så pass stor framgång att det var möjligt att bilda ett riktigt band igen och spela live regelbundet. Detta blev starten för bandet The Flower Kings.
1999 bildade han tillsammans med Neal Morse, Mike Portnoy och Pete Trewavas supergruppen Transatlantic.
2008 startade Stolt projektet Agents of Mercy med bland andra sångaren Nad Sylvan.
Roine Stolt är idag en av de mest namnkunniga musikerna inom den progressiva rocken. Han har under 2000-talet medverkat på tre album med ett återbildat Kaipa och två album med The Tangent. Under 2010-talet har han bland annat turnerat med Steve Hackett och gjort ett duoprojekt med Jon Anderson.

## Diskografi

### Solo
- 1979 – Fantasia
- 1982 – Fantasia
- 1985 – Behind the Walls
- 1989 – The Lonely Heartbeat
- 1994 – The Flower King
- 1998 – Hydrophonia
- 2005 – Wall Street Voodoo

### Med Kaipa
- 1975 – Kaipa
- 1976 – Inget nytt under solen
- 1978 – Solo
- 2002 – Notes from the Past
- 2003 – Keyholder
- 2005 – Mindrevolutions

### Med Kaipa da Capo
- 2016 – Dårskapens monotoni

### Med Anderson/Stolt
- 2016 – Invention of Knowledge

### Med The Flower Kings
- 1995 – Back in the World of Adventures
- 1996 – Retropolis
- 1997 – Stardust We Are
- 1999 – Flower Power
- 2000 – Space Revolver
- 2001 – The Rainmaker
- 2002 – Unfold the Future
- 2004 – Adam & Eve
- 2006 – Paradox Hotel
- 2007 – The Sum of No Evil
- 2012 – Banks of Eden
- 2013 – Desolation Rose
- 2018 – Manifesto of an Alchemist
- 2019 – Waiting For Miracles
- 2020 – Islands

### Med Transatlantic
- 2000 – SMPT:e
- 2001 – Bridge Across Forever
- 2009 – The Whirlwind
- 2014 – Kaleidoscope
- 2021 – The Absolute Universe

### Med The Tangent
- 2003 – The Music That Died Alone
- 2004 – The World That We Drive Through

### Med Agents of Mercy
- 2009 – The Fading Ghosts of Twilight
- 2010 – Dramarama
- 2011 – The Black Forest